# پلیمتون وایومینگ
پلیمتون وایومینگ (به انگلیسی: Plympton–Wyoming) یک منطقهٔ مسکونی در کانادا است که در شهرستان لمتون& انتاریو واقع شده‌است. پلیمتون وایومینگ ۷٬۵۷۶ نفر جمعیت دارد.